# Alterazione degli alimenti
L'alterazione di un alimento è una trasformazione a carico di uno o più componenti chimici che ne determinano una modificazione delle proprietà fisiche, chimiche e biologiche. Queste modifiche sono percepite come un'alterazione in senso positivo o negativo delle proprietà nutritive ed organolettiche dell'alimento o delle sue caratteristiche tecnologiche, in accordo alla Prima Legge di Parisi della Degradazione Alimentare .

## Processi trasformativi a carico degli alimenti
La natura dei processi trasformativi a carico dei componenti chimico-nutritivi dei prodotti alimentari grezzi è eterogenea, in relazione alle caratteristiche intrinseche del prodotto, alle condizioni operative, agli intervalli di tempo che intercorrono. In generale si tratta di fenomeni o processi di natura fisica, fisico-chimica, chimica, biochimica e microbiologica, spesso interagenti fra loro in un sistema di trasformazioni complesso, più o meno drastico.
Si usa il termine trasformazione quando il processo porta a risultati desiderati e, quindi, è positivo. Si usa invece il termine alterazione quando il processo porta a risultati indesiderati, se non addirittura dannosi. Le trasformazioni si svolgono spontaneamente, con o senza il controllo dei parametri ambientali ed operativi, oppure artificialmente, creando le condizioni affinché si avviino le trasformazioni nella direzione desiderata. Le alterazioni si svolgono sempre spontaneamente; possono essere "fisiologiche", nel senso si svolgono in quanto fenomeni ordinari integrati nel ciclo della sostanza organica, oppure essere indotte da particolari condizioni ambientali od operative errate o non ottimali. In ogni caso si interviene per prevenire, arrestare o rallentare lo svolgimento di tali processi quando sono indesiderati. È interessante notare che uno stesso processo o fenomeno può essere definito in certi contesti come una trasformazione desiderata, in altri come un'alterazione. Questo si può verificare su prodotti diversi o anche sullo stesso prodotto. Basti pensare, ad esempio, alla fermentazione acetica: è un processo di alterazione se il vino è il prodotto finale, una trasformazione voluta se invece il vino è un prodotto intermedio da trasformare in aceto. Nel primo caso si creano le condizioni per prevenire la fermentazione acetica, nel secondo si creano le condizioni per far sì che si svolga in modo ottimale.
Nella maggior parte dei casi le trasformazioni comportano la combinazione di più fenomeni e più vie metaboliche, parallele o consecutive, di cui una o più assumono le prerogative di trasformazione principale e le altre quelle di processi complementari secondari. I primi sono alla base della tecnologia che identifica genericamente il prodotto trasformato (es. la fermentazione alcolica nella vinificazione, la coagulazione della caseina nella caseificazione), gli altri, invece, rientrano nei processi di maturazione fondamentali per il conferimento delle proprietà organolettiche che tipicizzano le varianti del prodotto (bouquet, aroma, consistenza, ecc.). I processi fondamentali sono in generale ben conosciuti nella loro dinamica al punto che in alcune tecnologie si possiede un livello di conoscenza tale da poter guidare le trasformazioni con il controllo rigoroso dei parametri ambientali, dello stato fisico e strutturale, della composizione chimica, degli organismi coinvolti, ecc.
La maggior parte delle trasformazioni sono di natura biochimica, dovute all'azione di enzimi endogeni o esogeni. Sono endogeni gli enzimi propri dell'organismo da cui deriva l'alimento, sono esogeni quelli prodotti da organismi che vengono a contatto, accidentalmente o meno, con l'alimento. In quest'ultimo caso si parla per lo più di trasformazioni microbiche in quanto i processi enzimatici sono prodotti da Batteri, Attinomiceti e Funghi. Questi ultimi rientrano in genere nelle categorie generiche delle muffe (Penicillium, Aspergillus, Rhizopus, ecc.) e dei lieviti (Saccharomyces, Torula, Candida, ecc.).
In qualsiasi tipo di trasformazione agroalimentare (fisica, conservazione, trasporto) si adottano tecnologie che sono svolte a favorire le trasformazioni desiderate oppure a prevenire, rallentare, arrestare le alterazioni.

## Alterazione dei glucidi
I processi a carico dei glucidi sono i più frequenti e rappresentano spesso le più importanti trasformazioni. Quelle di maggiore interesse sono operate da Batteri e lieviti. Sono di due differenti tipi, le fermentazioni e, meno frequentemente, la respirazione totale. In entrambi i casi vengono usati i componenti fermentescibili, rappresentati in genere da zuccheri semplici (glucosio, fruttosio, ecc.), disaccaridi (saccarosio, maltosio, ecc.) e amido. Disaccaridi e amido subiscono prima l'idrolisi enzimatica, che porta alla formazione degli zuccheri semplici. Sia le fermentazioni sia la respirazione seguono inizialmente la via metabolica della glicolisi, o via di Embden-Meyerhof-Parnas, per poi differenziarsi nella fase finale, che è ossidativa nella respirazione e riduttiva nelle fermentazioni.
La respirazione è un processo desiderato quando deve condurre ad una moltiplicazione dei microrganismi (fermenti). Si verifica, ad esempio, durante la prima fase della vinificazione (fermentazione tumultuosa). La respirazione è inoltre il processo alla base della lievitazione nella panificazione: i lieviti si moltiplicano producendo sacche di anidride carbonica che restano imbrigliate nell'impasto provocandone il caratteristico rigonfiamento della lievitazione.
In generale, però, la respirazione è un processo negativo in quanto riduce le proprietà nutritive ed organolettiche dell'alimento (es. riduzione del tenore zuccherino nella frutta) o le proprietà tecnologiche del prodotto agricolo (es. riduzione della resa in zucchero delle barbabietole). In generale è di natura endogena in quanto è un ordinario processo metabolico che si verifica all'interno delle cellule. È favorita dalle temperature ambientali alte e dall'aerazione, perciò si può rallentare con la refrigerazione, eventualmente in atmosfera controllata o conservazione in atmosfera modificata.
Le fermentazioni, che si svolgono in condizioni di anaerobiosi, differiscono per la maggior parte nei passaggi finali, che determinano una o più trasformazioni riduttive a carico dell'acido piruvico. Le più importanti fermentazioni sfruttate nell'industria agroalimentare sono le seguenti:
- Fermentazione alcolica: l'acido piruvico è ridotto ad etanolo. Attuata per lo più da lieviti, è alla base della produzione di tutte le bevande alcoliche, mentre è un processo secondario in alcuni altri processi di trasformazione. Alcuni latti fermentati, come il kefir, si ottengono con una fermentazione mista, lattico-alcolica.
- Fermentazione omolattica: l'acido piruvico è ridotto ad acido lattico. È svolta da batteri, chiamati genericamente fermenti lattici, appartenenti per lo più ai generi Streptococcus e Lactobacillus. La fermentazione omolattica è il processo fondamentale nella produzione dello yogurt e dei latti fermentati simili, nella formazione della cagliata per i formaggi che si ottengono per coagulazione acida e, più in generale come processo complementare nella maturazione della cagliata dei formaggi. In queste trasformazioni la fermentazione si svolge a spese del lattosio presente nel latte. La fermentazione omolattica è tuttavia un processo complementare frequente nella maturazione di diversi prodotti agricoli conservati per acidificazione biologica combinata con altre tecniche di conservazione. Prodotti ottenuti con processi che coinvolgono la fermentazione lattica sono, ad esempio, i crauti, le olive in salamoia, i salumi.
- Fermentazione eterolattica: attuata da alcuni fermenti lattici, di cui i più importanti fanno capo al genere Leuconostoc, è basata sulla riduzione dell'acido piruvico ad acido lattico, accompagnata da riduzioni e ossidazioni collaterali che portano alla formazione di prodotti secondari (etanolo, CO2, ecc.).

Per quanto riguarda le trasformazioni a carico dell'amido, come si è detto in precedenza, si tratta fondamentalmente di processi di idrolisi enzimatica attuati da amilasi endogene, con formazione di disaccaridi (maltosio) e monosaccaridi (glucosio). L'idrolisi enzimatica dell'amido è un processo che si svolge spontaneamente nel corso della maturazione della frutta, generalmente sulla pianta e, nelle fasi finali, durante la conservazione dei frutti a maturazione climaterica (banane, kaki, mele, pesche, ecc.). È inoltre un processo attivato artificialmente da fasi preliminari per ottenere substrati fermentescibili da prodotti amilacei (cereali, patate) per la produzione di bevande alcoliche (birra, sakè, whisky, ecc.).

## Alterazione dei prodotti del metabolismo glucidico
Gli alcoli, i composti carbonilici e gli acidi organici presenti in un prodotto agroalimentare sono soggetti, come gli zuccheri, a trasformazioni fermentative che portano alla formazione di composti che, in generale, influiscono sulle proprietà organolettiche dell'alimento. La natura di questi processi fermentativi, gli organismi coinvolti e il ruolo svolto nella trasformazione, variano secondo i casi, ma in generale si tratta di processi collaterali o consecutivi che rientrano nella generalità dei fenomeni connessi alla maturazione e alla stagionatura del prodotto. Fra i vari processi fermentativi si citano i seguenti:
- Fermentazione glicerica. Attuata da alcune categorie di lieviti, si tratta di una deviazione della glicolisi che, a partire da un suo prodotto intermedio, il diidrossiacetone fosfato, porta alla formazione del glicerolo. La fermentazione glicerica è un processo collaterale alla fermentazione alcolica e contribuisce alla formazione del gusto, in quanto la glicerina, per il suo sapore dolciastro, conferisce morbidezza al vino. Se supera una certa soglia, è un processo dannoso, in quanto altera le proprietà organolettiche tipiche del vino.
- Fermentazione propionica. Attuata da batteri del genere Propionibacterium, è una fermentazione secondaria che, a partire dall'acido lattico o dal glucosio, sviluppa acido propionico, acido acetico e anidride carbonica. È un processo di maturazione fondamentale nella produzione dei formaggi occhiati (Emmentaler, Asiago, Gruviera, Edam, Gouda, ecc.).
- Fermentazione butirrica. Attuata da batteri, prevalentemente del genere Clostridium, è una fermentazione secondaria che, a partire dall'acido lattico, sviluppa acido butirrico, acetico, H2 e CO2. In generale è un processo dannoso nella caseificazione in quanto responsabile di un'alterazione, il gonfiore tardivo, a carico dei formaggi stagionati (es. Grana).
- Fermentazione malolattica. Attuata da fermenti lattici, è un processo secondario della vinificazione che, a partire dall'acido malico, sviluppa acido lattico. Questo processo è fondamentale per alcuni vini rossi al fine di ridurre la percezione dell'acidità fissa e dare più morbidezza e corpo al vino. È invece un processo dannoso per la maggior parte dei vini bianchi, che fondano le loro proprietà organolettiche sull'acidità fissa.
- Fermentazione acetica. Attuata da batteri del genere Acetobacter, è una fermentazione ossidativa che converte l'etanolo in acido acetico. Il processo è fondamentale per la produzione dell'aceto, mentre in generale è dannoso in quanto costituisce un'alterazione dell'alimento. Fra gli alimenti soggetti alla fermentazione acetica rientrano il vino, la frutta, il miele.
- Fermentazioni aromatiche[2]. Attuate da fermenti eterolattici, sono processi secondari che, a partire dall'acido lattico o dall'acido piruvico, portano allo sviluppo di composti carbonilici, in particolare acetaldeide e diacetile. Questi processi sono in particolare fondamentali per il conferimento dell'aroma al burro.

## Alterazione delle proteine
Le proteine sono interessate soprattutto dalle seguenti trasformazioni:
- denaturazione;
- reazioni di Maillard;
- proteolisi;
- putrefazione.

La denaturazione consiste nella perdita della struttura quaternaria, terziaria o secondaria delle proteine senza che si abbia la rottura della catena polipeptidica (struttura primaria). I fenomeni di denaturazione sono per lo più di natura fisico-chimica, anche se possono essere indotti da un processo microbico (ad esempio la coagulazione della caseina a seguito dell'abbassamento del pH causato dalla fermentazione lattica). Gli agenti diretti della denaturazione sono tuttavia fattori fisici, fisico-chimici o chimici. Fra i più importanti si citano le alte temperature (in generale superiori ai 60-65 °C), l'attività dell'acqua, della concentrazione ionica del mezzo e, infine, del pH.
Gli effetti principali della denaturazione consistono nella perdita di solubilità, con conseguente aggregazione e precipitazione (coagulazione), e delle proprietà biologiche e chimico-fisiche specifiche. Sotto l'aspetto nutrizionale uno degli effetti più rilevanti della denaturazione è l'aumento di sensibilità all'azione degli enzimi proteolitici, perciò la denaturazione aumenta la digeribilità delle proteine.
La reazione di Maillard è un processo chimico complesso che coinvolge le proteine e gli zuccheri a seguito dell'azione delle alte temperature. In sintesi, il gruppo carbonilico degli zuccheri riduttori reagisce con il gruppo amminico delle proteine formando un prodotto di condensazione detto base di Schiff. Le basi di Schiff sono prodotti instabili e da esse prendono avvio processi di riarrangiamento e decomposizioni che portano alla formazione di composti carbonilici (aldeidi, chetoni, reduttoni), composti azotati condensati (melanoidine) e idrossimetilfurfurale (HMF). Nel complesso queste trasformazioni influenzano notevolmente le proprietà nutritive e organolettiche dell'alimento. Le più importanti conseguenze sono le seguenti:
- aumento delle proprietà aromatiche, che possono essere gradevoli o sgradevoli, dovute soprattutto ai composti carbonilici e allo sviluppo di una certa quantità di ammoniaca;
- imbrunimento dell'alimento, causato dalle melanoidine;
- riduzione della digeribilità delle proteine a causa della stabilità dei legami delle melanoidine.

Le reazioni di Maillard sono indotte in particolare dalle alte temperature sviluppate con la cottura (frittura, bollitura), in relazione alla durata di esposizione, oppure da cattive condizioni di conservazione di alcuni alimenti, per esposizione alla luce e a temperature alte. La produzione dell'idrossimetilfurfurale è fondamentale in quanto il suo tenore in un alimento è un indice analitico del grado di qualità di un prodotto: alti tassi di HMF, infatti, denunciano un invecchiamento dell'alimento, accentuato anche da cattive condizioni di conservazione, oppure indicano che l'alimento è stato sottoposto a trattamenti termici (sterilizzazione, pastorizzazione, ecc.).
In generale le reazioni di Maillard sono un fenomeno negativo che provoca un decadimento qualitativo del prodotto (imbrunimento, aromi più o meno sgradevoli, sapore di cotto). Fra gli alimenti deprezzati dalle reazioni di Maillard si citano ad esempio il latte, sottoposto a cottura o a sterilizzazione, e il miele, sottoposto a pastorizzazione o invecchiato o conservato ad alta temperatura. Vi sono tuttavia casi in cui le reazioni di Maillard sono un processo desiderato perché migliorano le proprietà organolettiche o tecnologiche del prodotto, come ad esempio nel caso del caffè e del malto torrefatti.
La proteolisi e la putrefazione sono due processi fra loro strettamente correlati in quanto il primo è il preludio al secondo e, in parte, si sovrappongono con intensità via via crescente della putrefazione. La proteolisi consiste nella rottura della struttura primaria delle proteine e, quindi, nello sviluppo di catene polipeptidiche più piccole e di amminoacidi liberi. In generale la proteolisi porta ad un aumento della digeribilità delle proteine ma, anche, ad una potenziale riduzione del loro valore nutritivo. La putrefazione propriamente detta consiste invece nella distruzione degli amminoacidi, con conseguente sviluppo di composti fortemente aromatici derivati dal metabolismo dell'azoto (ammoniaca, ammine, cadaverina, putrescina, ecc.) e dello zolfo (idrogeno solforato, mercaptani). I primi sono responsabili di odori pungenti e sgradevoli che ricordano, ad esempio, il pesce marcio, i secondi degli odori sgradevoli che ricordano le uova marce.
La proteolisi è un processo utile e desiderato se procede in modo controllato e non particolarmente spinto. Una moderata proteolisi modifica infatti lo stato strutturale dell'alimento migliorandone le proprietà organolettiche e, entro una certa misura, la digeribilità. Una blanda alterazione degli amminoacidi, riconducibile ad un principio di putrefazione, è inoltre positiva in quanto può migliorare le proprietà aromatiche e la serbevolezza dell'alimento. Queste azioni si verificano, in particolare, nei trattamenti di maturazione delle carni macellate fresche e dei formaggi.

### Frollatura
Subito dopo la macellazione la carne ha caratteristiche di scarsa commestibilità che migliorano con la frollatura a causa del rigor mortis e dello stato strutturale delle proteine muscolari. La frollatura si svolge mediante mantenimento dei quarti a 0-4 °C e ad un'umidità relativa del 75% per un periodo di 10-14 giorni dopo la macellazione. La frollatura è una proteolisi attuata da enzimi di origine microbica e tissulare e permette alla carne di acquisire un maggior grado di tenerezza e succosità, una perdita di colore. Lo sviluppo moderato di sostanze aromatiche (chetoni, aldeidi, ammoniaca, ammine, idrogeno solforato, ecc.) conferiscono alla carne una maggiore serbevolezza. Un'elevata carica microbica iniziale, un prolungamento della frollatura e un'alterazione delle condizioni ambientali rendono tali processi di tipo degenerativo e causano il deperimento della carne per putrefazione.

### Proteolisi nei formaggi
Nei formaggi la proteolisi rappresenta il processo più importante e anche più complesso nella fase di maturazione: la trasformazione delle proteine è infatti fondamentale per lo sviluppo dei composti intermedi del metabolismo dell'azoto e dello zolfo (ammoniaca e ammine, composti solforati), dei composti ossigenati volatili (composti carbonilici, acidi), per la modifica della consistenza e della tessitura dovuta alla rottura del reticolo caseinico, per migliorare la capacità di ritenzione dell'acqua, per dare sapidità in seguito al rilascio dell'acido glutammico, ecc.. L'intensità e il ruolo di queste trasformazioni e il loro rapporto con l'altro processo fondamentale, la lipolisi, cambiano secondo i contesti e concorrono alla differenziazione delle varie tipologie di formaggi.

## Alterazione dei lipidi
I lipidi presenti negli alimenti sono rappresentati, per la quasi totalità, dai trigliceridi degli acidi grassi, ossia i grassi propriamente detti. Questi composti sono soggetti fondamentalmente a tre tipi di trasformazioni:
- idrolisi;
- irrancidimento chetonico;
- irrancidimento ossidativo.

L'idrolisi, detta anche inacidimento, è un fenomeno favorito dall'umidità e, soprattutto, dall'azione combinata della luce e della lipasi, un enzima che può essere di natura endogena o esogena. Il risultato di questa trasformazione è la scissione del grasso nei suoi componenti, rappresentati da glicerolo, mono e digliceridi e, infine, acidi grassi liberi. Si verifica in particolare negli alimenti ricchi d'acqua (grassi animali) e nei frutti oleosi (es. le olive). In generale è un processo negativo che porta anche allo sviluppo di sapori e odori sgradevoli quando si liberano acidi grassi a basso peso molecolare (acido butirrico, acido capronico, ecc.) e perché predispone maggiormente gli alimenti all'irrancidimento ossidativo.
L'irrancidimento chetonico è un processo di natura enzimatica attuato da batteri, lieviti e muffe e si svolge a carico di acidi grassi a basso peso molecolare e comporta la beta-ossidazione di un acido grasso, con formazione di un β-chetoacido che per decarbossilazione si trasforma in un metilchetone. In genere si tratta di un'alterazione microbica, a carico di frutti e semi oleaginosi provvisti di un certo grado di umidità, che porta alla formazione di odori e sapori sgradevoli. L'irrancidimento chetonico è invece un processo desiderato in alcuni casi limitati. In questo caso l'esempio classico è rappresentato dai formaggi erborinati (Gorgonzola, Roquefort, Brie, Camembert, ecc.): in questi formaggi si favorisce lo sviluppo di muffe dei generi Penicillium o Aspergillus in quanto il metabolismo dei grassi produce il caratteristico aroma. L'irracidimento chetonico aiuta alla formazione delle proteine 
L'irrancidimento ossidativo è invece considerata l'alterazione più grave e più frequente a carico dei grassi alimentari. Sono colpiti, oltre i grassi veri e propri, anche i fosfolipidi e alcuni composti organici formati da catene idrocarburiche (es. i caroteni). Il processo è fondamentalmente di natura chimica e si svolge in tre fasi: una fase di iniziazione o induzione, in cui si sviluppano radicali, una fase centrale di propagazione, che si sviluppa a catena, e una fase di terminazione in cui i radicali si stabilizzano con formazione di composti organici vari. Fra questi sono presenti aldeidi e chetoni volatili responsabili dell'odore di rancido. L'alterazione è favorita, nelle fasi iniziali, dal concorso di alcuni fattori ambientali, fra cui l'esposizione alla luce, alle temperature alte, la presenza di perossidi, il contatto o la presenza di alcuni metalli (fra cui ferro e rame), la presenza dell'enzima lipossidasi. Un ruolo fondamentale è svolto dalla presenza, nell'alimento, di composti che rallentano la fase di iniziazione (antiossidanti, come i tocoferoli) o la favoriscono (pro-ossidanti, come la mioglobina, l'emoglobina e la clorofilla). La predisposizione è comunque il risultato di un complesso insieme di fattori che possono proteggere gli alimenti o esporli maggiormente a questa alterazione.

## Alterazione dei polifenoli
Pur essendo componenti secondari, presenti in quantità limitate negli alimenti, le trasformazioni a carico dei polifenoli possono avere un ruolo non trascurabile nel definire le caratteristiche del prodotto finale. Il ruolo occupato dal chimismo dei polifenoli cambia da prodotto a prodotto, ma in generale si riflette con l'influenza di due proprietà organolettiche: il colore e il sapore. Va inoltre precisato che i polifenoli sono di origine vegetale, perciò il loro ruolo riguarda fondamentalmente alcuni alimenti di origine vegetale.
Le influenze sul colore sono dovute all'imbrunimento enzimatico. Si tratta di un processo che, a partire dai composti fenolici presenti nei vegetali, porta alla formazione di polimeri che hanno proprietà pigmentanti, generalmente di colore nero o bruno, talvolta rosso, violaceo, ecc. Il processo si svolge in più tappe, di cui le prime, mediate dalle polifenolossidasi di natura endogena, consistono fondamentalmente nell'ossidazione delle funzioni fenoliche con formazione di chinoni. Successivamente si svolge un processo, di natura non enzimatica, di condensazione dei chinoni con formazione dei polimeri. L'imbrunimento enzimatico è un processo fondamentalmente degenerativo, causato dal concorso di fattori di natura meccanica (traumi accidentali, taglio, ecc.) che permettono il contatto delle polifenolossidasi con i polifenoli. Si tratta di un'alterazione piuttosto frequente in molti frutti e ortaggi che tendono ad imbrunire dopo le operazioni di taglio (es. le banane, le mele, i carciofi, le patate, ecc.) e rappresenta uno dei principali fenomeni da prevenire nella preparazione di conserve vegetali (surgelati, succhi di frutta, ecc.). L'alterazione è bloccata dalla cottura, oppure rallentata dagli antiossidanti (in particolare l'acido ascorbico) o dall'acidificazione (es. aggiunta di acido citrico). Un esempio comunissimo è l'impiego del succo di limone, notoriamente ricco di acido citrico e vitamina C (acido ascorbico), nelle preparazioni casalinghe per rallentare l'imbrunimento della frutta e degli ortaggi tagliati fino al momento della cottura.
In alcuni casi l'imbrunimento enzimatico moderato è invece un processo desiderato nella preparazione industriale di alcuni alimenti o assimilabili ad essi, come i datteri, il sidro, il tè, il cacao e il tabacco.
Le influenze sul sapore sono più complesse e portano alla formazione di composti che stimolano la percezione dell'amaro e del piccante migliorando le proprietà organolettiche di alcuni prodotti. Uno degli esempi più noti è rappresentato dal ruolo dei polifenoli dell'olio d'oliva, in particolare l'oleuropeina, che con il retrogusto amaro e la percezione moderata del piccante, contribuisce a costituire quel complesso organolettico denominato fruttato.
Una trasformazione che coinvolge una categoria di polifenoli, i tannini, è l'interazione dei loro prodotti di ossidazione con le proteine, con formazione di complessi di condensazione responsabili di intorbidamenti in alcune bevande (es. birra, liquore di mirto).

## Trasformazioni a carico dell'acqua
Pur non essendo un prodotto interessato da trasformazioni chimiche, l'acqua rappresenta un componente chimico-nutritivo coinvolto spesso - in senso positivo o negativo - degli effetti fisici o fisico-chimici indotti dalle manipolazioni. Le trasformazioni più importanti che coinvolgono l'acqua si possono ricondurre ai seguenti aspetti:
- Variazione dell'attività dell'acqua nel prodotto;
- Variazione delle interazioni di superficie fra acqua e altri componenti.

L'attività dell'acqua (aw) è il rapporto fra la pressione di vapore dell'acqua nell'alimento (o in una qualsiasi soluzione) e la pressione di vapore dell'acqua pura ed è un indice della sua "disponibilità" per i processi biologici, biochimici e chimici. Il suo valore varia da 0 (valore teorico in un qualsiasi sistema contenente acqua) a 1 (acqua pura); quanto più è alto tanto più l'alimento è suscettibile all'attacco microbico e ai processi di idrolisi, chimica o enzimatica.
La riduzione dell'attività chimica dell'acqua si ottiene con diversi trattamenti di conservazione e fondamentalmente comportano una riduzione assoluta del tenore in acqua (essiccazione, liofilizzazione, concentrazione, ecc.) oppure una riduzione dell'attività per aumento della concentrazione (salagione, aggiunta di zuccheri) o per congelamento dell'acqua libera (surgelazione, congelazione). In generale si tratta di un fenomeno desiderato, ai fini conservativi, in quanto ha un effetto batteriostatico, anche se non protegge gli alimenti dall'azione di muffe e lieviti osmofili. È invece una trasformazione negativa quando l'effetto principale è la perdita del turgore cellulare, come si verifica in generale per la frutta e gli ortaggi destinati al consumo fresco. In quest'ultimo caso i trattamenti consistono in condizionamenti in atmosfera controllata che, mediante un controllo dell'umidità relativa, hanno lo scopo di rallentare i processi di evaporazione e, quindi, di appassimento.
Le interazioni di superficie fra l'acqua e gli altri componenti dell'alimento hanno implicazioni differenti da prodotto a prodotto e, in molti casi, sono di grande importanza ai fini della trasformazione. In generale l'acqua si trova negli alimenti sotto tre forme: 
- acqua di struttura: è incorporata in reticoli cristallini e nelle macromolecole;
- acqua fortemente legata: forma uno strato monomolecolare legato ai sali e ai gruppi polari di proteine e polisaccaridi;
- acqua debolmente legata: forma uno strato plurimolecolare legato a quello precedente oppure occupa i pori (microcapillari) di diametro inferiore a 10 nm;
- acqua libera: è quella non soggetta a forze di coesione ed ha un'attività prossima a quella dell'acqua pura e rappresenta la quota più rappresentata dell'umidità complessiva.

L'acqua debolmente legata è acqua adsorbita e la sua dinamica è soggetta alla legge di Raoult. Ha un'attività inferiore a quella dell'acqua libera, tuttavia è in equilibrio con quest'ultima e subisce perciò gli effetti dei trattamenti. L'acqua libera è il mezzo in cui si sviluppano i microrganismi. In generale, ai fini della conservazione, si considera sfavorevole - per lo sviluppo microbico - un'attività dell'acqua inferiore a 0,65, mentre molti alimenti hanno attività dell'acqua libera dell'ordine di 0,98-0,99, favorevole perciò allo sviluppo di tutti i microrganismi patogeni in subordine ad altri fattori ambientali. L'acqua libera è trattenuta dall'alimento in relazione alla capacità di ritenzione, che dipende fondamentalmente dalle caratteristiche tissulari dell'alimento e, in particolare, dallo stato strutturale delle macromolecole, con particolare riferimento alle proteine e ai grassi.
La dinamica dell'acqua libera è importante in molti processi di lavorazione o di maturazione degli alimenti: nella frollatura (carni fresche), nello spurgo della cagliata (formaggio), nella zangolatura (burro), nella gramolatura (olio d'oliva), ecc. Per alcuni processi l'obiettivo è l'allontanamento di una parte dell'acqua libera mediante sistemi meccanici indotti o spontanei, per altri è la rottura dell'emulsione fra l'acqua legata e le micelle, per altri ancora è invece la stabilizzazione delle emulsioni o dell'acqua di ritenzione (es. maionese, carne, passata di pomodoro). In generale, l'acqua residua ha un ruolo importante nell'influenzare le caratteristiche organolettiche di consistenza del prodotto finale (es. carne, formaggio).